# 美景花園

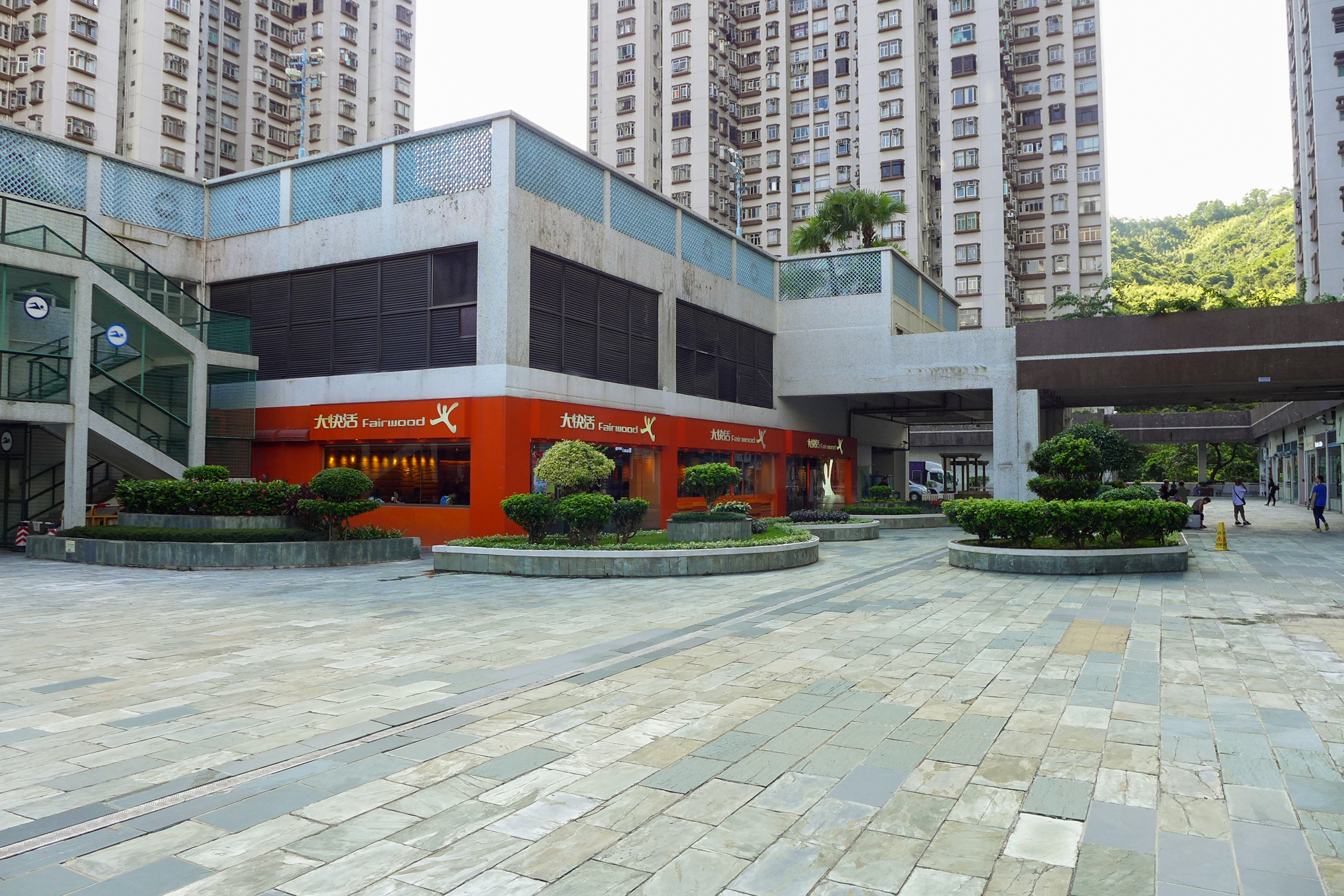
美景花園商場

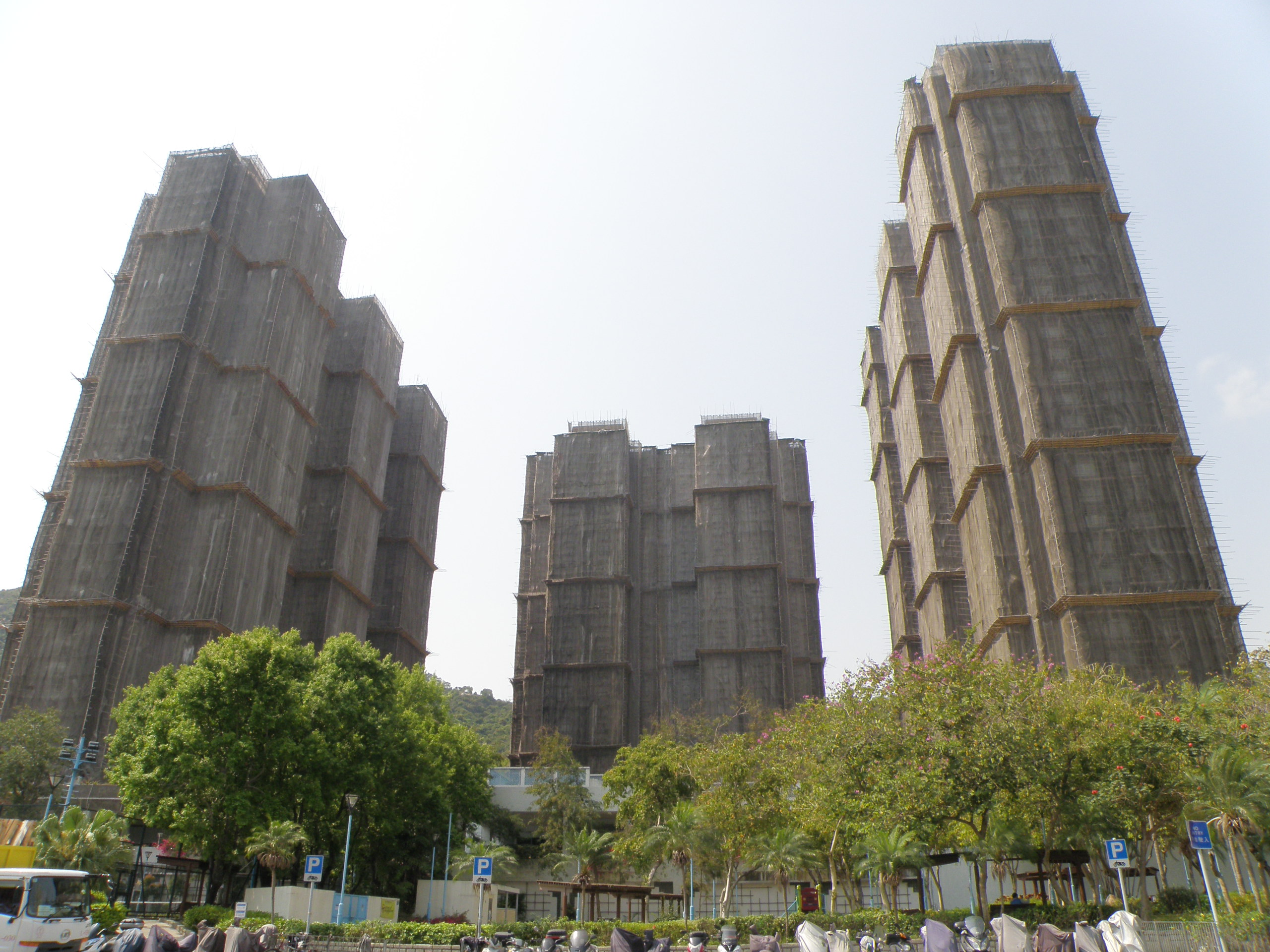
美景花園於2015年進行外牆翻新工程

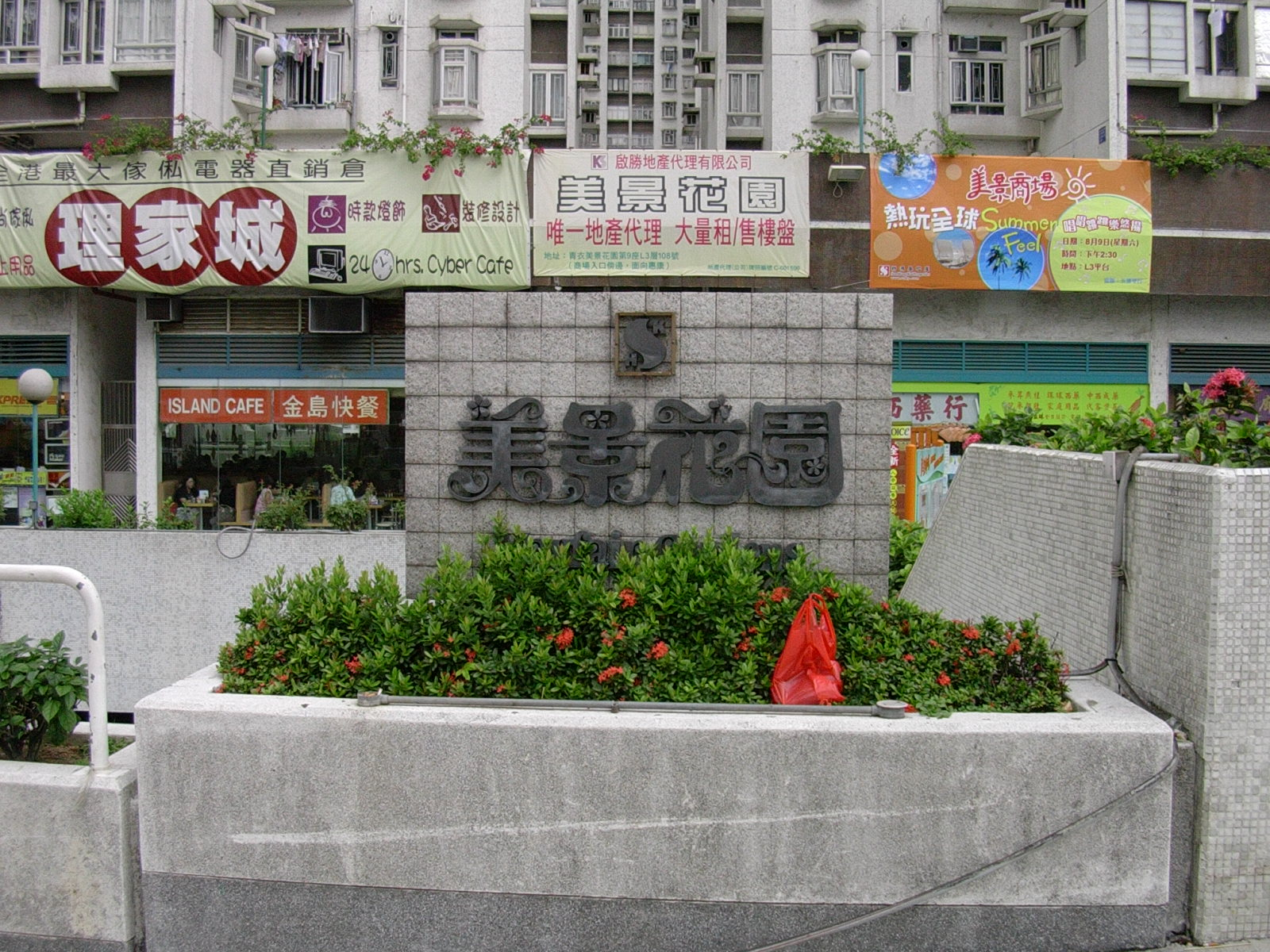
美景花園青康路入口

美景花園（英語：Mayfair Gardens）是香港私人住宅屋苑，位於新界青衣細山路2-16號，是青衣島首個私人屋苑。發展商為新鴻基地產，並由旗下的啟勝管理服務負責屋苑管理。美景花園於1981年12月落成，1982年-1984年分期入伙，共有8座住宅樓宇，提供1,912個住宅單位。

## 屋苑資料
- 住宅座數：8座
- 各座所屬期數：
  - 第1期：6, 8, 10, 11, 12 座
  - 第2期：5, 7, 9 座
- 單位總數：1,912 個

屋苑原計劃尚有1-4座。但因太近油庫而沒有興建，而相關樓面積則以非原址換地形式，轉移至同系沙田濱景花園。原位置是今日的公園，而油庫位置就是今天的藍澄灣。

## 簡介
美景花園毗鄰香港專業教育學院青衣分校、THEi高科院(青衣校園)、居屋青富苑及私人屋苑明翹匯。美景花園設有私人會所、游泳池、遊樂場、公園和停車場等基本設施，另設有美景商場。
商場總面積為69,490平方呎，匯聚各式商舖及食肆。當中包括7-11便利店、OK便利店、大快活、八方雲集鍋貼水餃專門店、759阿信屋及惠康等。

## 所屬選區
美景花園在立法會地區直選當中，屬於新界西（LC4）選區範圍之內，而地方行政則為葵青區。與鄰近的長青邨全邨以及青俊苑所組成葵青區議會長青選區，由民主黨成員韓俊賢擔任當區最後一任區議員。於2023年香港選舉改革中，青衣島內的所有選區被併入至單一的雙議席選區。

### 歷屆議員
| 選區名稱 | 屆別                 | 議員   | 政治聯繫        | 政治聯繫   |
| -------- | -------------------- | ------ | --------------- | ---------- |
| 青衣     | 1982年－1985年       | 鄧良   |                 | 無黨籍     |
| 青衣南   | 1985年－1988年       | 李志輝 |                 | 青衣關注組 |
| 青衣南   | 1988年－1989年       | 李志輝 |                 | 青衣關注組 |
| 青衣南   | 1989年－1991年       | 謝偉明 |                 | 青衣關注組 |
| 青衣南   | 1991年－1994年       | 謝偉明 |                 | 港 港同盟  |
| 長青     | 1994年－1999年       | 李志強 |                 | 無黨籍     |
| 長青     | 2000年－2003年       | 李志強 |                 | 無黨籍     |
| 長青     | 2004年－2007年       | 李志強 |                 | 無黨籍     |
| 長青     | 2008年－2011年       | 李志強 |                 | 無黨籍     |
| 長青     | 2012年－2015年       | 李志強 | 無黨籍 → 經民聯 |            |
| 長青     | 2016年－2019年       | 李志強 |                 | 經民聯     |
| 長青     | 2020年－2021年7月8日 | 韓俊賢 |                 | 民主黨     |
| 長青     | 2021年7月9日－2023年 | 空缺   | 空缺            | 空缺       |
| 青衣     | 2024年 -             | 盧婉婷 |                 | 民建聯     |
| 青衣     | 2024年 -             | 彭熠銘 |                 | 工聯會     |

- 註：李志強曾經是自由黨成員多年，但從來未用過自由黨名義參選。

## 事件
天價維修工程
啟勝管理公司在2011年為屋苑外牆等維修工程招標，當年價格總額約1.2億港元。到2012年10月28日，業主投票通過維修方案，不過有業主到2016年初翻查文件時發現維修費總額高達1.7億港元，而且外牆維修工程被多收5600萬港元，每戶需多付約3萬港元。到2016年中，承建商輝煌建築（亞洲）有限公司被屋宇署除牌後，維修工程爛尾，餘下近一成工程至今仍未完工。
同年11月，全港業主反貪腐反圍標大聯盟發言人尹兆堅陪同屋苑法團主席到灣仔警察總部報警，要求警方徹查事件。
狗臂架墜下奪命
2019年6月25日，一名63歲家庭主婦行經美景花園7座樓下時被墜下的狗臂架擊中頭部，淌血昏倒地上，送院後傷重不治。警方調查後懷疑有人在高層單位搭建工作台時狗臂架鬆脫墜下，遂以涉嫌誤殺拘捕一名裝修工人，案件交由重案組跟進。

## 資料來源
1. ↑  陳達材. . 星島出版. 2008: 55.
2. ↑  .   [2008-12-21]. （原始内容存档于2015-05-30）.
3. ↑   (PDF).   [2015-11-20]. （原始内容存档 (PDF)于2018-11-23）.
4. ↑   (PDF).   [2015-11-20]. （原始内容存档 (PDF)于2018-01-24）.
5. ↑   (PDF).   [2019-12-20]. （原始内容存档 (PDF)于2019-02-04）.
6. ↑  . 民主黨.   [2019-11-30]. （原始内容存档于2021-05-03） （中文（香港））.
7. ↑  美景花園維修工程多收逾5000萬 （页面存档备份，存于），東方日報，2016-11-20
8. ↑  青衣美景花園墮狗臂架擊斃女途人 警列誤殺拘捕裝修工 （页面存档备份，存于），on.cc東網，2019-06-25
9. ↑  墮物致死如屬人為疏忽 可被控誤殺囚終身 （页面存档备份，存于），on.cc東網，2019-06-25
10. ↑  墮物殺人：狗臂架擊斃好嫲嫲 親友傷心路祭 （页面存档备份，存于），on.cc東網，2019-06-26
11. ↑  青衣美景花園狗臂架墮下砸斃六旬婦 重案組拘裝修工 （页面存档备份，存于），頭條日報，2019-06-25

## 外部連結
- 美景花園，中原地產 （页面存档备份，存于）